# Gabino Tejado
Gabino Tejado y Rodríguez (Badajoz, 1819 - Madrid, 1891 ), est un journaliste, écrivain et homme politique espagnol.

## Biographie
Il naît à Badajoz le 27 avril 1819. Il est le fils de Bartolomé Tejado, docteur en médecine et professeur au cloître universitaire de Salamanque. Sa famille était issue de paysans aisés qui avaient été partisans du libéralisme.
Il suit des études de droit à Salamanque, Séville et Madrid, où il obtient une licence en 1841. Entre 1845 et 1851, il travaille dans les domaines des beaux-arts et de l'instruction publique. Plus tard, il est officier au secrétariat du ministère de l'Intérieur jusqu'en 1853, puis de 1856 à 1858 après l'arrivée de l'Union libérale au gouvernement. Il démissionne ensuite et abandonne définitivement sa carrière de fonctionnaire pour se consacrer à l'écriture et à la politique.
Il est rédacteur en chef du journal libéral El Extremeño de Badajoz. Plus tard, il devient traditionaliste et fit partie du courant dit néo-catholique . Il est disciple de Juan Donoso Cortés, dont il dirige et préface les Obras (1854-1856). Entre 1843 et 1867, il est élu six fois député aux Cortès
Après la révolution de 1868, il rédige un pamphlet contre les révolutionnaires intitulé Toda la verdad sobre la presente crisis (« Toute la vérité sur la crise actuelle »). Peu de temps après, il adhère au carlisme et écrit La solución lógica en la presente crisis (La solution logique à la crise actuelle, 1869), dans lequel il présente les avantages de la candidature du prétendant « Charles VII » sur toutes les autres propositions, et dans lequel il soutient que dès son origine, la question dynastique n'avait cessé d'englober d'une question politique beaucoup plus grave et fondamentale, Don Carlos représentant la vieille Espagne et Isabelle II symbolisant les doctrines, tendances et institutions révolutionnaires. Selon Tejado, Isabelle II avait été mise sur le trône par les libéraux, qui plus tard l'avaient adulée et menacée, et finalement, un jour honteux de leur propre travail, répudiée « comme pris d'un profond remords ».
Aux élections de 1871, il est élu sénateur de la province de Castellón de la Plana.

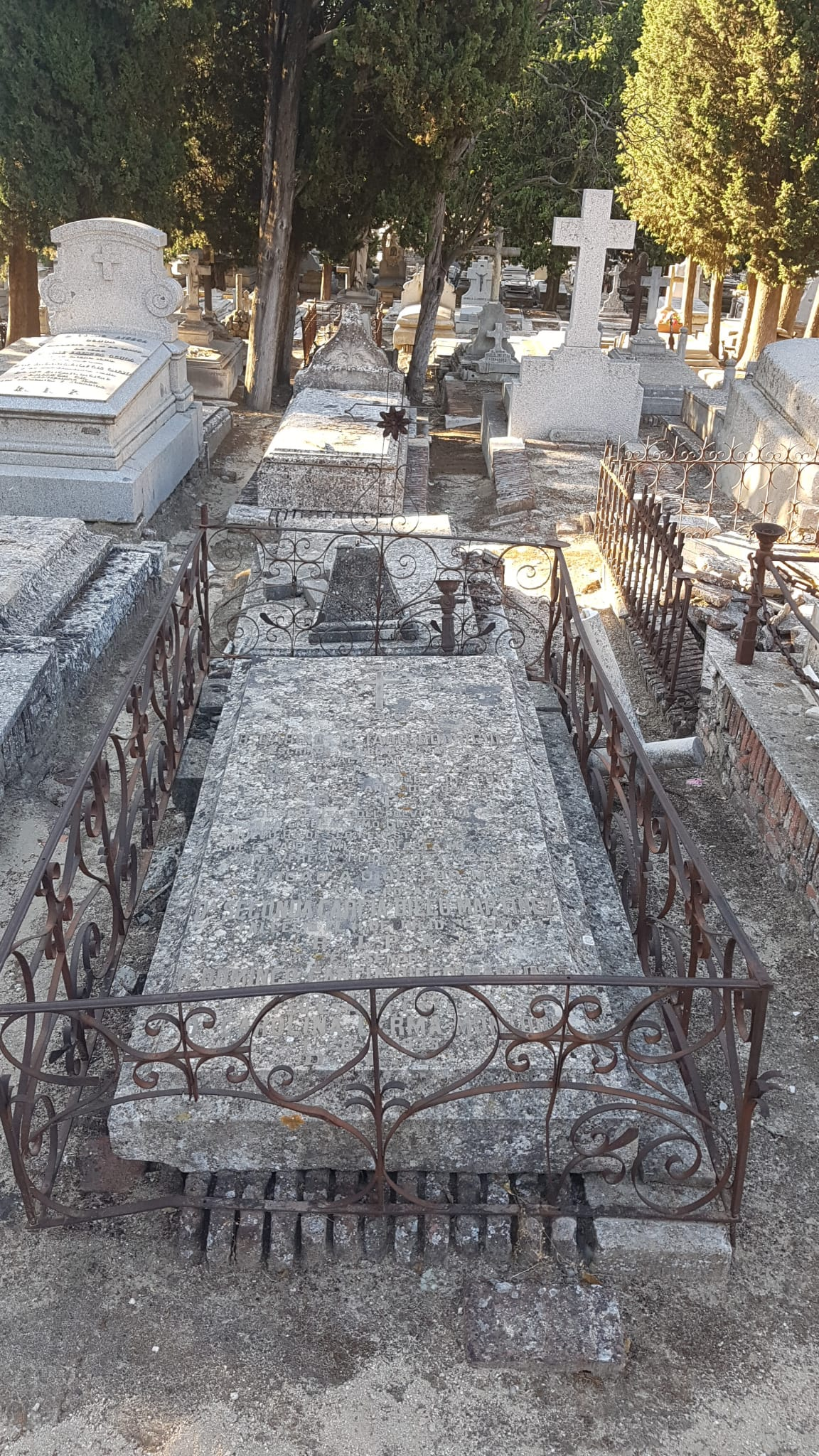
Sépulture de Gabino Tejado au cimetière de l'Almudena.

En 1875 , Cándido Nocedal le nomme premier rédacteur en chef du journal carliste puis intégriste El Siglo Futuro. Membre de l' Académie royale espagnole en 1881, son discours d'entrée est intitulé « Quelques idées sur la civilisation moderne en lien avec la religion ».
Parmi ses œuvres les plus importantes figurent le drameLa herencia de un trono (1848) ; les romans El caballero de la reina (1847), Víctimas y verdugos (1859) et La mujer fuerte, qui connut plusieurs éditions, ainsi que l' essai El catolicismo liberal (1875). Selon le journal traditionaliste El Siglo Futuro, il s'agit du meilleur de tous ses livres, et de l'un des meilleurs qui ait été écrit contre le libéralisme. Il fut salué en France par Louis Veuillot, directeur de L'Univers, et servit de base à Félix Sardá et Salvany pour son ouvrage Le libéralisme est un péché.
Connaissant l'anglais, le français et l'italien, il a traduit Les Fiancés, d' Alessandro Manzoni ; Éléments de philosophie spéculative, du prêtre José Prisco ; De la vie et les vertus chrétiennes considérées dans l'État religieux, par Mgr Charles Louis Gay et Gouvernement représentatif, de Luigi Taparelli, ainsi que de nombreux autres ouvrages de l'abbé Faber, Monseigneur Ségur et Eugène de Margerie, entre autres. Il cultive également la poésie ; son œuvre la plus remarquable dans ce domaine est El Triunfo .
Il apparaît dans Los españoles pintados por mis mismos. Il est l' un des personnages romantiques représentés dans le tableau d' Esquivel Los poetas contemporáneos, en 1846 .
Vers 1884, il subit un accident qui le prive de raison, de sorte qu'en 1888, il ne peut rejoindre la scission intégriste d'El Siglo Futuro ni réaffirmer sa allégeance envers Don Carlos.
Il était marié à Segunda García-Diego, une fervente catholique qui, en 1877, fut la première présidente de la Catéchèse du quartier de Salamanque dans la basilique Notre-Dame-de-la-Conception de Madrid. Il meurt à Madrid le 9 octobre 1891 et est enterré au cimetière de Saint-Just. Selon El Correo Español, il est mort fidèle à la cause carliste. Sa dépouille est plus tard transportée au cimetière de l'Almudena, avec celles de sa famille.
Une rue de Badajoz porte son nom